# Давыдовка (Земетчинский район)
Давыдовка — упразднённый посёлок в Земетчинском районе Пензенской области России. На момент упразднения входила в состав Кирилловского сельсовета. Упразднён в 2009 году.

## География
Посёлок располагался на левом берегу реки Выша, на расстоянии примерно 7 километров (по прямой) к западу от села Гоголев Бор.

## История
В середине 1920-х годов являлся центром Городище-Давыдовского сельсовета Беднодемьяновского уезда.
Исключён из учётных данных законом Законодательного Собрания Пензенской области от 23 октября 2009 года № 1797-ЗПО.

## Население
Согласно результатам переписи 2002 года в посёлке проживало два жителя русской национальности.